# 2018 AZ18
2018 AZ18 est un objet transneptunien faisant partie des objets connus situés à plus de deux fois la distance de l'orbite de Neptune.